# ルイス・ピネーダ駅

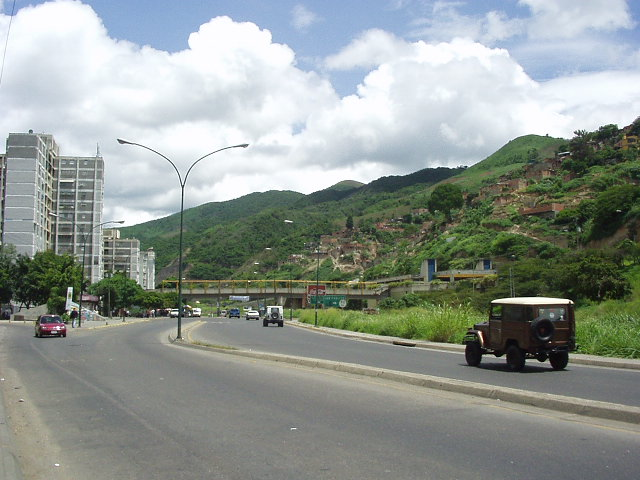
東から見た駅（2004年6月）

ルイス・ピネーダ駅（ルイス・ピネーダえき、Estación Ruiz Pineda）は、ベネズエラのカラカスにあるカラカス地下鉄2号線の駅で、地上にある。首都地区リベルタドル市にある。

## 駅の構造
線路をまたいで改札と切符売り場がある橋状駅だが、川のそばの傾斜地に建てられているので、改札と切符売り場は北口と同じ平面にある。南口の地面はホームとほぼ同じ高さにあるので、駅からは川を歩道橋で渡り、階段を下って出る。

## 駅の周辺
駅のすぐ南を、線路に並行してグアイレ川が流れる。南側に歩道橋がかかって川を越える。南には平地があり、十階から十数階の集合住宅が立ち並ぶ。北側は道ひとつを隔てて崖といっていい急傾斜が立ち上がっているが、その斜面にも家が建てられている。

## 歴史
- 1987年10月4日 2号線開通とともに開業。[1]

## 隣の駅
- マメラ駅 - ルイス・ピネーダ駅 - ラス・アドフンタス駅